# Süsel
Süsel är en kommun och ort i Kreis Ostholstein i förbundslandet Schleswig-Holstein i Tyskland.